# Amélia da Grã-Bretanha
Amélia Sofia Leonor da Grã-Bretanha (Hanôver, 10 de junho de 1711 – Londres, 31 de outubro de 1786) foi a terceira filha, a segunda menina, do rei Jorge II da Grã-Bretanha e sua esposa a princesa Carolina de Ansbach.

## Primeiros anos
A princesa Amélia nasceu no Palácio de Herrenhausen, em Hanôver, Alemanha, a 30 de maio de 1711. O seu pai era o príncipe-herdeiro de Brunsvique-Luneburgo, filho do príncipe-eleitor de Hanôver, e a sua mãe era a princesa Carolina de Ansbach, filha do marquês João Frederico de Brandemburgo-Ansbach. Quando nasceu, recebeu o tratamento de SAS, a princesa Amélia de Hanôver. Era conhecida na família por Emília.

## Grã-Bretanha

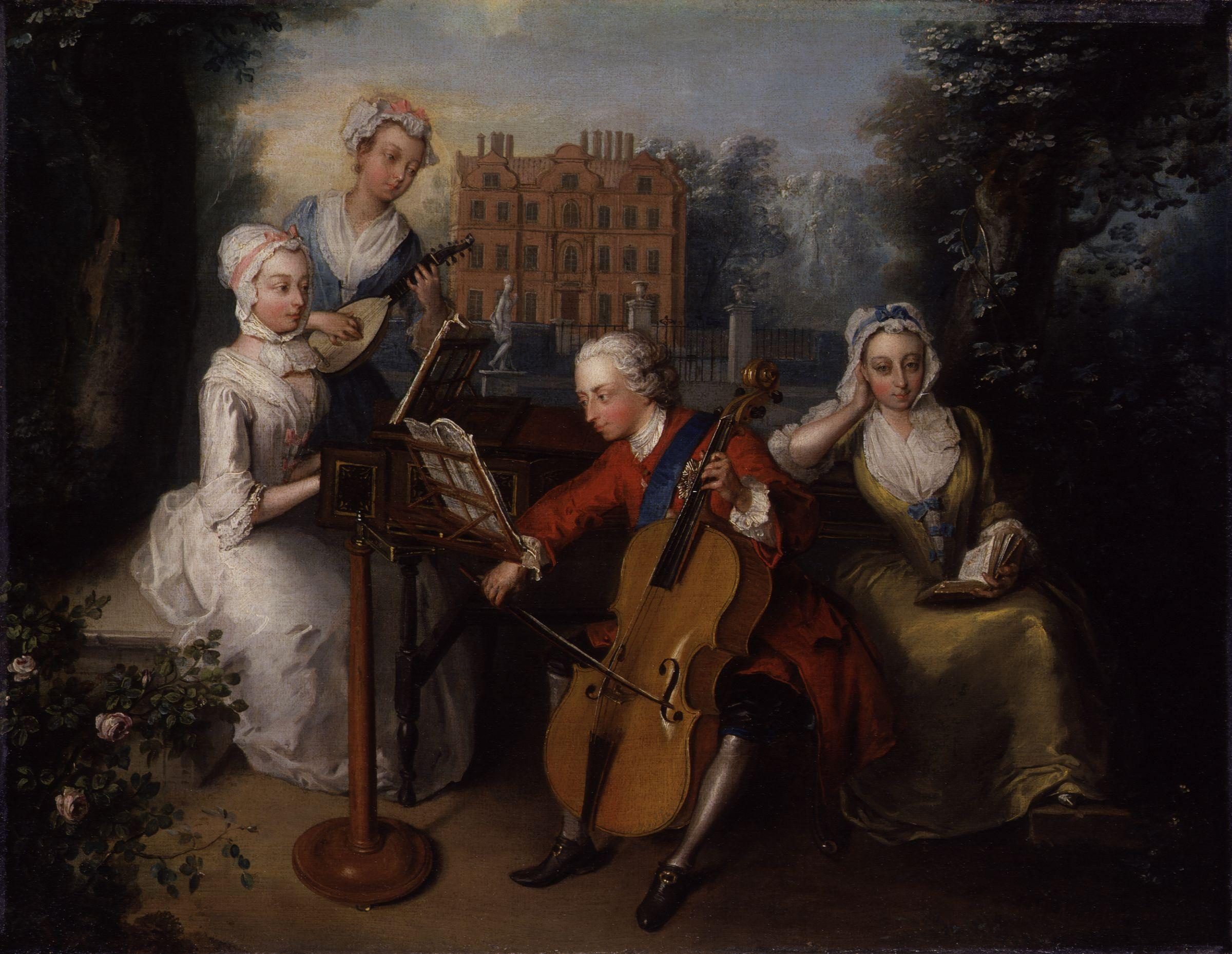
Amélia (dir.) com o irmão Frederico e as irmãs Ana e Carolina, em 1733, pintados por Philip Mercier.

Devido ao Decreto de Determinação de 1701, o avô da princesa Amélia tornou-se rei da Grã-Bretanha a 1 de agosto de 1714, após a morte da rainha Ana. O pai de Amélia tornou-se duque da Cornualha, e recebeu o título de príncipe de Gales a 27 de setembro de 1714. Amélia tornou-se então SAR, a princesa Amélia, mudando-se para a Grã-Bretanha com o resto da família, onde passou a viver no Palácio de St. James, em Londres.
Amélia era uma criança doente, mas conseguiu ganhar saúde à medida que crescia. Em 1722, a sua mãe, que tinha ideias muito progressistas, mandou vacinar Amélia e a sua irmã Carolina contra a varíola, através de um processo primitivo de vacinação chamado varíolização, que tinha sido importado de Constantinopla para Inglaterra por lady Mary Wortley Montagu e Charles Maitland. A 11 de junho de 1727, o avô de Amélia morreu, e o seu pai sucedeu-o como Jorge II. Amélia viveu com o pai até à morte dele em 1760.
A sua tia Sofia Doroteia, rainha da Prússia, queria que Amélia se casasse com o seu filho, o príncipe-herdeiro Frederico da Prússia, mas o pai dele, o rei Frederico Guilherme I, forçou-o a casar-se com a duquesa Isabel Cristina de Brunsvique-Volfembutel-Bevern. Amélia pode ter tido um filho, o compositor Samuel Arnold, fruto de um suposto caso amoroso com o plebeu Thomas Arnold.
Amélia gostava de andar a cavalo e caçar. Não era bem vista por artistas presumidos como John, lorde Hervey e lady Pomfret, que a considerava uma das princesas mais estranhas que já conheci; os seus ouvidos são surdos aos elogios e o seu coração aberto à honestidade.

## Últimos anos
Em 1751, a princesa Amélia tornou-se guarda-florestal do parque de Richmond, após a morte de Robert Walpole. Pouco depois, causou grande consternação publica quando decidiu fechar o parque ao público, permitindo a entrada apenas a amigos chegados e a pessoas com autorizações especiais.
Esta atitude continuou até 1758, altura em que um cervejeiro local, John Lewis, colocou o porteiro do parque, que impedia as pessoas de entrarem, em tribunal. O processo foi vencido por Lewis, uma vez que, segundo o tribunal, quando o rei Carlos I anexou o parque no século XVII, tinha permitido o acesso ao público. A princesa Amélia foi forçada a acabar com as restrições.
Em 1761, Amélia passou a deter a propriedade de Gunnersbury, no Middlesex, e, algures entre 1777 e 1784, encomendou a construção de uma casa de banhos, que foi aumentada pelo dono posterior da terra no século XIX, e que ainda existe hoje em dia com o nome de Princess Amelia's Bathhouse, possuindo a classificação II do património inglês.
Detinha também uma propriedade em Cavendish Square, Soho, Londres onde, a 31 de outubro de 1786, numa altura em que era a última filha sobrevivente do rei Jorge II e da rainha Carolina de Ansbach, morreu solteiro. Foi descoberta uma miniatura do príncipe Frederico da Prússia no seu corpo. Está enterrada na Abadia de Westminster.